# Adrian Józef Galbas

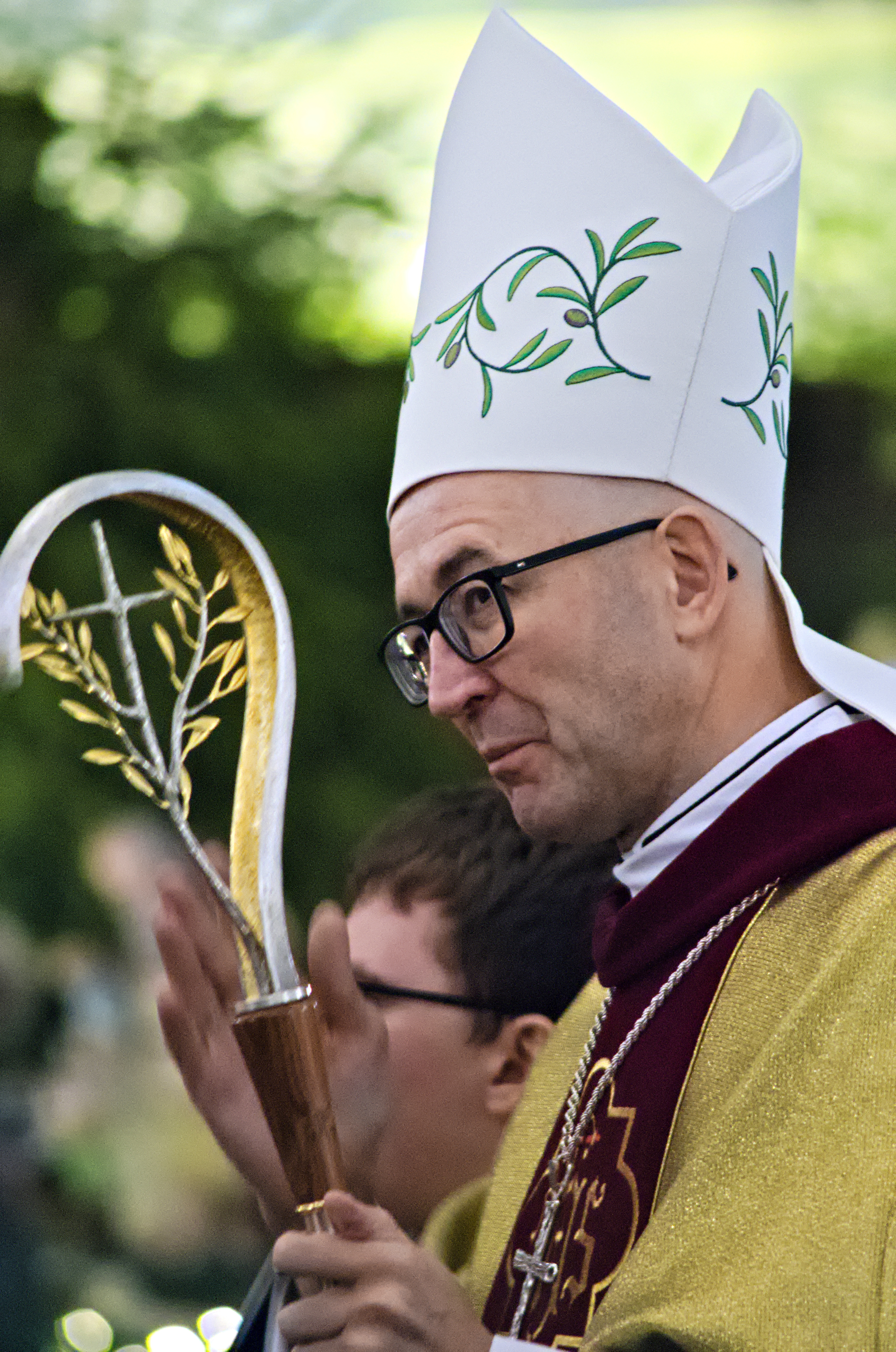
Adrian Galbas (2020)

Wappen von Adrian Galbas als Erzbischof von Kattowitz

Adrian Józef Galbas SAC (* 26. Januar 1968 in Bytom) ist ein polnischer Ordensgeistlicher und römisch-katholischer Erzbischof von Warschau.

## Leben
Adrian Józef Galbas besuchte die Grund- und Mittelschule in Bytom. 1987 trat er der Ordensgemeinschaft der Pallottiner bei und legte am 29. September 1989 die zeitliche Profess ab. Nach dem Studium der Philosophie und der Katholischen Theologie am Priesterseminar der Pallottiner in Ołtarzew legte Galbas am 10. September 1993 in Zakopane die ewige Profess ab. 1994 erlangte er bei Jacek Nowak mit der Arbeit Objawienie Ducha Świętego w Ciele Jezusa Chrystusa na podstawie katechez pneumatologicznych Jana Pawła II wygłoszonych w latach 1989–1991 („Die Offenbarung des Heiligen Geistes im Leib Jesu Christi auf der Grundlage der pneumatologischen Katechese von Johannes Paul II. aus den Jahren 1989–1991“) einen Magister Theologiae. Er empfing am 7. Mai 1994 in der Kirche Unsere Liebe Frau, Königin der Apostel in Ołtarzew durch den Apostolischen Nuntius in Polen, Erzbischof Józef Kowalczyk, das Sakrament der Priesterweihe.
Anschließend war Adrian Józef Galbas Pfarrvikar in der Pfarrei Hl. Erzengel Michael in Łódź, bevor er 1995 seine Studien an der Katholischen Universität Lublin fortsetzte, wo er 1997 das Lizenziat im Fach Pastoraltheologie erwarb. Daneben studierte er Journalismus an der Hochschule für soziale Kommunikation. Von 1998 bis 2002 war Galbas Präfekt am Priesterseminar der Pallottiner in Ołtarzew. 2002 wurde er Provinzialrat der Ordensprovinz Posen der Pallottiner und Sekretär des Provinzials. Zudem war Adrian Józef Galbas von 2003 bis 2011 Pfarrer der Pfarrei St. Laurentius in Posen sowie Beichtvater am Priesterseminar in Posen und am Priesterseminar der Resurrektionisten. Ab 2011 war Galbas Provinzial der Ordensprovinz Posen. Daneben wurde er 2012 an der Kardinal-Stefan-Wyszyński-Universität Warschau bei Czesław Józef Parzyszek SAC mit der Arbeit Duchowość komunijna Zjednoczenia Apostolstwa Katolickiego („Die Gemeinschaftsspiritualität der Vereinigung des Katholischen Apostolats“) zum Doktor der Theologie im Fach Spiritualität promoviert.
Am 12. Dezember 2019 ernannte ihn Papst Franziskus zum Titularbischof von Naissus und zum Weihbischof in Ełk. Der Bischof von Ełk, Jerzy Mazur SVD, spendete ihm am 11. Januar 2020 in der Kathedrale St. Adalbert in Ełk die Bischofsweihe; Mitkonsekratoren waren der Apostolische Nuntius in Polen, Erzbischof Salvatore Pennacchio, und der Erzbischof von Ermland, Józef Górzyński. Galbas wählte den Wahlspruch Pax Christi („Der Friede Christi“). Als Weihbischof war er zudem Generalvikar des Bistums Ełk und Moderator der Kurie. Außerdem leitete er die Diözesankommission für Architektur und Kunst und war zuständig für die Priesterfortbildung.
Am 4. Dezember 2021 bestellte ihn Papst Franziskus zum Koadjutorerzbischof von Kattowitz. Die Amtseinführung erfolgte am 15. Dezember desselben Jahres. Am 5. Februar 2022 wurde er zusätzlich Generalvikar des Erzbistums Kattowitz. Adrian Józef Galbas wurde am 31. Mai 2023 in Nachfolge von Wiktor Skworc, dessen altersbedingtes Rücktrittsgesuch am selben Tag angenommen worden war, Erzbischof von Kattowitz. Vom 24. Oktober 2023 bis zum 8. Mai 2024 verwaltete er zusätzlich das vakante Bistum Sosnowiec als Apostolischer Administrator.
Papst Franziskus ernannte ihn am 4. November 2024 zum Erzbischof von Warschau. Die Amtseinführung erfolgte am 14. Dezember desselben Jahres. Am 8. März 2025 wurde er zudem zum Ordinarius für die byzantinischen Gläubigen in Polen ernannt.
In der Polnischen Bischofskonferenz leitet Galbas seit 2020 die Kommission für das Laienapostolat und fungiert seit 2022 als Delegierter für die Schönstattbewegung in Polen. Ferner gehört er seit 2021 der Kommission für die im Ausland lebenden Polen an.

## Schriften
- Objawienie Ducha Świętego w Ciele Jezusa Chrystusa na podstawie katechez pneumatologicznych Jana Pawła II wygłoszonych w latach 1989–1991. Akademia Teologii Katolickiej, Warschau 1994.
- Kazimierz Czulak, Adrian Galbas: Biuletyn teologii laikatu. In: Collectanea Theologica. Nr. 3, 2001, OCLC 998259724, S. 127–147.
- Adrian Galbas, Katarzyna Kolska: Wybierajcie życie. In: W Drodze. Nr. 1, 2009, OCLC 995711334, S. 35–43.
- Adrian Galbas, Katarzyna Kolska: Plecami do Pana Boga. In: W Drodze. Nr. 6, 2010, OCLC 998954822, S. 14–21.
- Duchowość komunijna Zjednoczenia Apostolstwa Katolickiego. Kardinal-Stefan-Wyszyński-Universität Warschau, Warschau 2012.
- Adrian Galbas, Katarzyna Kolska: Dla naszego zbawienia. In: W Drodze. Nr. 1, 2013, S. 87–95.
- Adrian Galbas, Katarzyna Kolska: Umęczony i pogrzebany. In: W Drodze. Nr. 3, 2013, S. 109–117.
- Adrian Galbas, Dominik Jarczewski: Wielki nieobecny? In: W Drodze. Nr. 5, 2013, S. 89–99.
- Adrian Galbas, Dominik Jarczewski: Jak ziarno soli. In: W Drodze. Nr. 6, 2013, S. 114–122.
- Adrian Galbas, Katarzyna Kolska: Kocham cię. kropka. In: W Drodze. Nr. 5, 2017, OCLC 998804338, S. 48–59.
- Adrian Galbas, Katarzyna Kolska: Inaczej. In: W Drodze. Nr. 2, 2019, OCLC 1151243244, S. 26–39.
- Adrian Galbas, Katarzyna Kolska: Wszystko bardziej intymnieje. In: W Drodze. Nr. 9, 2019, OCLC 1242138096, S. 22–33.
- Adrian Galbas, Katarzyna Kolska, Roman Bielecki: Kapłaństwo udane, a nie udawane. In: W Drodze. Nr. 12, 2019, OCLC 1242189831, S. 36–49.
- Adrian Galbas, Katarzyna Kolska: Musisz wiedziećw co wierzysz. In: W Drodze. Nr. 6, 2020, OCLC 1242185604, S. 60–69.
- Adrian Galbas, Jakub Pacan: Odreligijniony świat jest samotny. In: Tygodnik Solidarność. Czasopismo NSZZ Solidarność. Nr. 13, 2021, S. 12–18.
- Aleksander Bańka, Adrian Galbas, Barbara Radzimińska, Zbigniew Nosowski: Polska droga synodalna? Dyskutują: Aleksander Bańka, bp Adrian Galbas, s. Barbara Radzimińska i Zbigniew Nosowski. In: Więź. Nr. 3, 2021, S. 85–95.
- Adrian Galbas, Katarzyna Kolska: Trójkąty małżeńskie. In: W Drodze. Nr. 1, 2022, S. 22–32.
- Adrian Galbas, Katarzyna Kolska: Lewa ręka, prawa ręka, cały świat. In: W Drodze. Nr. 2, 2023, S. 24–35.